# Sant Iscle i Santa Victòria de Sanavastre
Sant Iscle i Santa Victòria de Sanavastre és una església romànica del poble de Sanavastre, al municipi de Das, a la Cerdanya. Està protegida com a bé cultural d'interès local. És d'una sola nau, amb arc de canó i dues capelles laterals de mig punt. No forma absis. Al costat dret de l'altar hi ha la sagristia. El cor és de fusta i dona accés al campanar, que està situat a la façana oest i és en forma d'espadanya, amb dues obertures de mig punt. A mitjana alçada s'obre, tanmateix, un ull on hi ha esculpides boletes. L'interior està enguixat, excepte un tros que està repicat. La porta s'obre al costat sud.

## Història
Consta com a parròquia en l'acta de consagració de la Seu d'Urgell del 839. Va ser part de les possessions de diversos nobles, com el bisbe de La Seu d'Urgell Guillem Guifré (1042), Arnau Mir de Tost (any 1048), Guillem Ramon, entre d'altres. Va ser una de les esglésies més batudes el 1198 per les forces càtares sota comanament del comte Ramon Roger de Foix i d'Arnau, bescompte de Castellbò, que se'n van endur i saquejar els béns més preuats.
L'absis original romànic va ser substituït per una capçalera de línies rectes en escaire. De l'estil romànic original en queden pocs senyals, a part de la façana on es pot destacar un òcul que és un precedent de les rosasses de l'estil gòtic.